# انیمه اینترنشنال کمپانی
انیمه اینترنشنال کمپانی (انگلیسی: Anime International Company) استودیو پویانمایی ژاپنی واقع در نریما-کو، توکیو است. آثار هر از گاهی، هر از جایی، آه خدای من، توکو، ماکن-کی!، دیت ا لایو و بسترد!! از ساخته‌های این استودیو است.